# Tansen
Tansen is een stad (Engels: municipality; Nepalees: nagarpalika) in het zuiden van Nepal, en tevens de hoofdstad van het district Palpa.